# Il viaggio (album Sonohra)
Il viaggio è il quarto album di inediti del gruppo musicale italiano Sonohra, pubblicato il 22 aprile 2014.
Il disco è stato anticipato dall'omonimo singolo Il viaggio, uscito il 6 aprile dello stesso anno.

## Tracce
1. Corri e non fermarti
2. Oltre i suoi passi (feat. Claudia "Cloe" Sala)
3. Il viaggio
4. Solo
5. Incantevole
6. Cos'è la felicità
7. Il mondo che vorrei
8. Le parole che non ho detto mai
9. Nel giardino delle vanità
10. Le cose che succedono
11. Arrivederci mondo